# Yeah! (canção)
"Yeah!" é uma canção do cantor de R&B americano Usher em parceria com Lil Jon e Ludacris, lançada como single de seu quarto álbum de estúdio Confessions em 3 de fevereiro de 2004. Ela Foi escrita por Usher, Lil Jon, Sean Garrett, Patrick J. Que Smith, Ludacris, Robert McDowell e James Elbert "LRoc" Phillips. Vendeu 4 milhões de cópias nos Estados Unidos.

## Videoclipe
O videoclipe de "Yeah!" mostra Usher dançando numa discoteca. Depois ele senta-se num sofá e outra mulher senta-se ao pé dele.
Mesmo no fim do videoclipe, Usher esta dançando de novo, a seguir uma mulher (Melyssa Ford) olha para ele, e diz "vem cá". Usher entra num corredor, e não vê ninguém lá. A seguir ele anda, e de repente aparece Melyssa e agarra em Usher, e ele vai para um quarto em que só se vê as sombras de Melyssa e Usher. A seguir Melyssa amanda o boné de Usher.

## Faixas
UK CD 1
1. "Yeah!" (featuring Lil Jon e Ludacris) – 4:10
2. "Red Light" (Smith, Patrick J Que/Smith, Jonathan/Hilson, Keri/McDowell, Robert/Garrett, Sean) – 4:48
3. "Yeah!" (Reggaeton remix)

UK CD 2
1. "Yeah!" – 4:10
2. "Red Light" – 4:48
3. "Sweet Lies" (Williams, Pharrell/Hugo, Chad) – 4:09
4. "Yeah!" (Instrumental) – 4:09